# Tityobuthus lokobe
Espèce
Tityobuthus lokobe est une espèce de scorpions de la famille des Ananteridae.

## Distribution
Cette espèce est endémique de la région Diana à Madagascar. Elle se rencontre sur Nosy Be.

## Description
La femelle holotype mesure 31,8 mm.

## Systématique et taxinomie
Cette espèce a été décrite par Lourenço, Waeber et Wilmé en 2016.

## Étymologie
Son nom d'espèce lui a été donné en référence au lieu de sa découverte, la réserve naturelle intégrale de Lokobe.

## Publication originale
- Lourenço, Waeber & Wilmé, 2016 : « The geographical pattern of distribution of the genus Tityobuthus Pocock, 1890, a typical Ananterinae element endemic to Madagascar (Scorpiones: Buthidae). » Comptes Rendus Biologies, vol. 339, no 9/10, p. 427-436.